# Fitoquímico

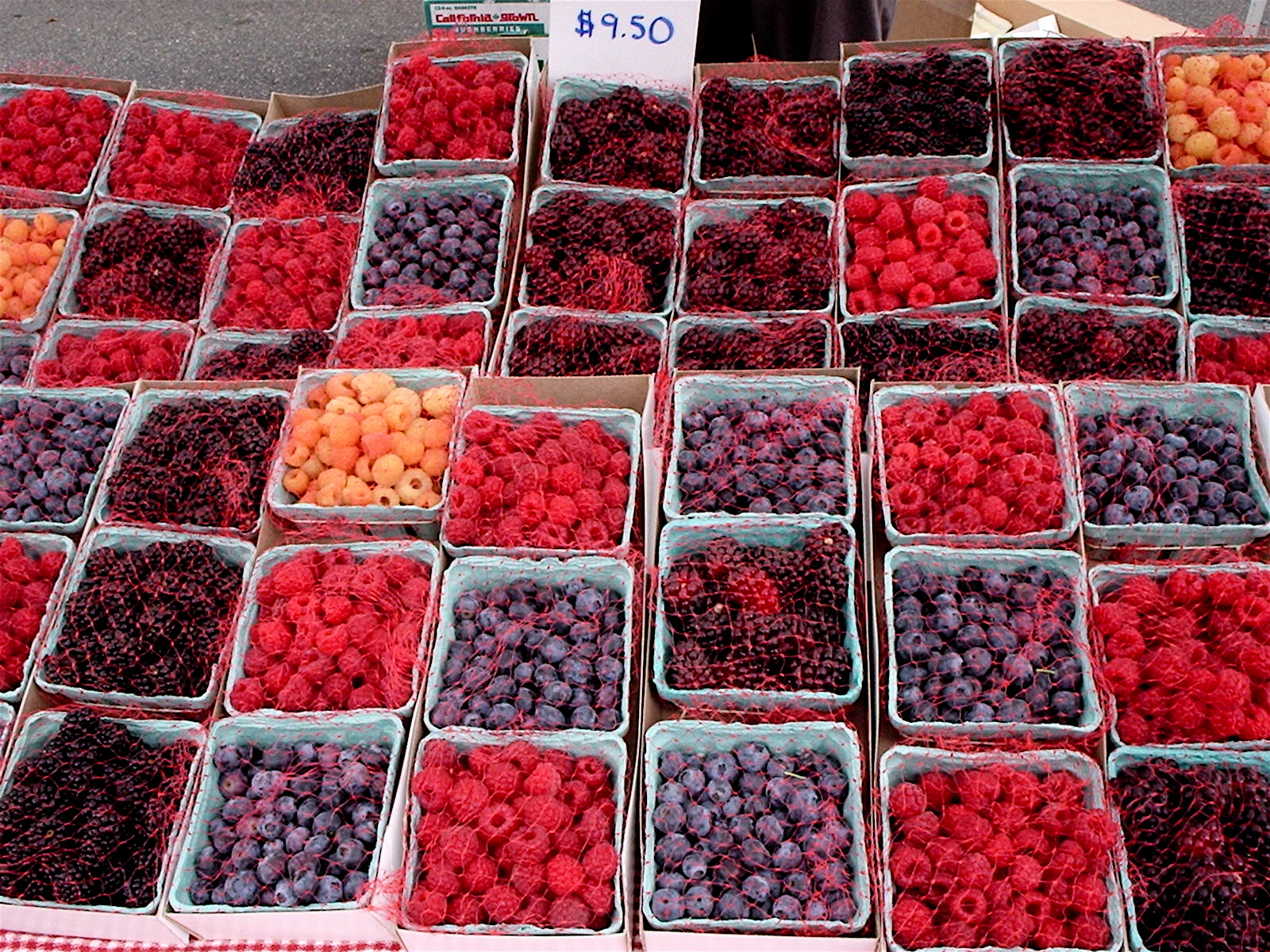
Los colores rojo, azul y morado de las bayas se derivan principalmente de fitoquímicos polifenólicos llamados antocianinas.

Los fitoquímicos son compuestos químicos producidos por las plantas. Estos generalmente tienen un papel en el crecimiento de la planta o en su defensa contra competidores, patógenos o depredadores. El término, «fitoquímico» generalmente es utilizado para describir compuestos de plantas que están bajo investigación por efectos en la salud que no se encuentran establecidos fehacientemente  y que no están tampoco científicamente definidos como nutrientes esenciales. Algunos fitoquímicos se han utilizado en el pasado como venenos y otros como medicamentos en la medicina tradicional.
Las agencias reguladoras que rigen el etiquetado de alimentos en Europa y los Estados Unidos han brindado orientación para que la industria limite u omita las declaraciones de propiedades curativas o de salud de los fitoquímicos en las etiquetas de productos alimenticios o nutricionales al no estar estas demostradas.

## Uso histórico

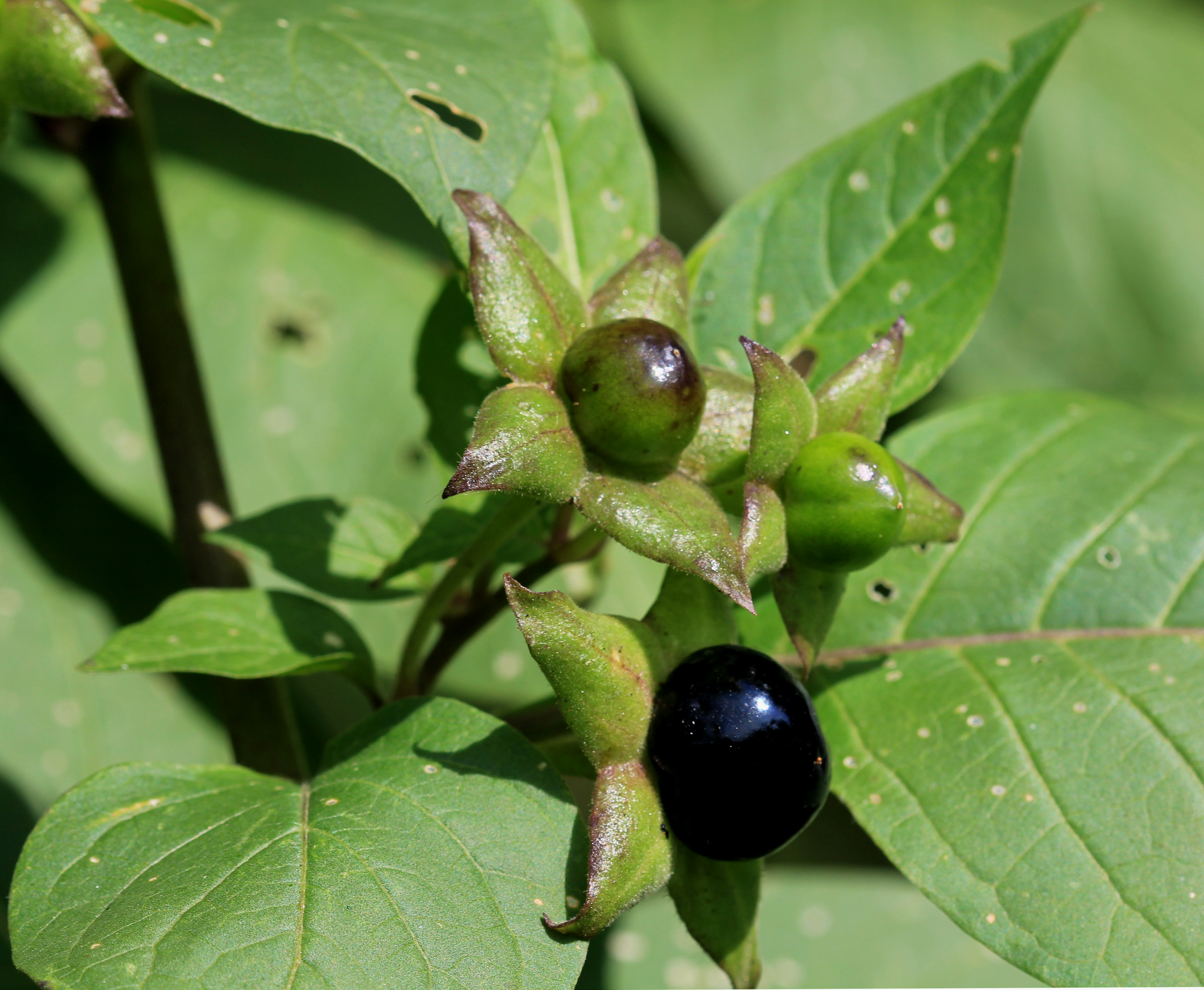
Bayas de Atropa belladonna.

Incluso sin un conocimiento específico de sus acciones o mecanismos celulares, los fitoquímicos se han utilizado como venenos y como medicamentos en la medicina tradicional. Por ejemplo, la salicina, que tiene propiedades antiinflamatorias y analgésicas, se extrajo originalmente de la corteza del sauce blanco y luego se produjo sintéticamente para convertirse en el medicamento común de venta libre, conocido como aspirina. Los alcaloides tropanos de Atropa belladonna han sido usados como venenos, y algunos grupos humanos hacían flechas venenosas con la planta. En la antigua Roma, Agripina la Menor, esposa del emperador Claudio, lo usó como veneno por consejo de Locusta, una dama especializada en venenos, y Livia, de quien se rumorea que lo usó para matar a su esposo, el emperador Augusto.
Desde hace mucho tiempo se sabía que el tejo inglés era extremadamente tóxico para los animales que pastaban en sus hojas o para los niños que comían sus bayas; sin embargo, en 1971, se aisló de esta planta el paclitaxel, convirtiéndose posteriormente en un importante medicamento contra el cáncer.
Hasta 2017, se desconocen con precisión las actividades biológicas para la mayoría de los fitoquímicos, ya sea de forma aislada o como parte de los alimentos. Aquellos fitoquímicos cuyas funciones en el cuerpo se encuentran claramente establecidas son clasificados como nutrientes esenciales.

## Funciones
La categoría fitoquímica incluye compuestos reconocidos como nutrientes esenciales, que están contenidos naturalmente en las plantas y son necesarios para las funciones fisiológicas normales, por lo que deben obtenerse a través de la dieta.
Algunos fitoquímicos son conocidos como fitotoxinas, siendo estas tóxicas para los humanos. Por ejemplo, el ácido aristolóquico es cancerígeno incluso en dosis bajas. Algunos fitoquímicos son antinutrientes que interfieren con la absorción de nutrientes. Otros, como algunos polifenoles y flavonoides, pueden ser pro-oxidantes si son ingeridos en grandes cantidades.
Las fibras dietéticas no digeribles provenientes de alimentos vegetales son a menudo consideradas como fitoquímicos, sin embargo, actualmente se las considera generalmente como un grupo de nutrientes al que se le otorgan propiedades de salud para reducir el riesgo de algunos tipos de cáncer y enfermedades coronarias.
Consumir una dieta rica en frutas, verduras, granos, legumbres y bebidas a base de plantas parece tener beneficios de salud a largo plazo, pero no hay evidencia de que tomar suplementos dietéticos de fitoquímicos no nutritivos extraídos de plantas tenga los mismos beneficios a la salud. Los suplementos fitoquímicos no son recomendados por las autoridades sanitarias para mejorar la salud ni se encuentran generalmente aprobados por las agencias reguladoras para justificar  el hacer declaraciones de propiedades de salud en las etiquetas de los productos.

## Efectos del procesamiento de alimentos

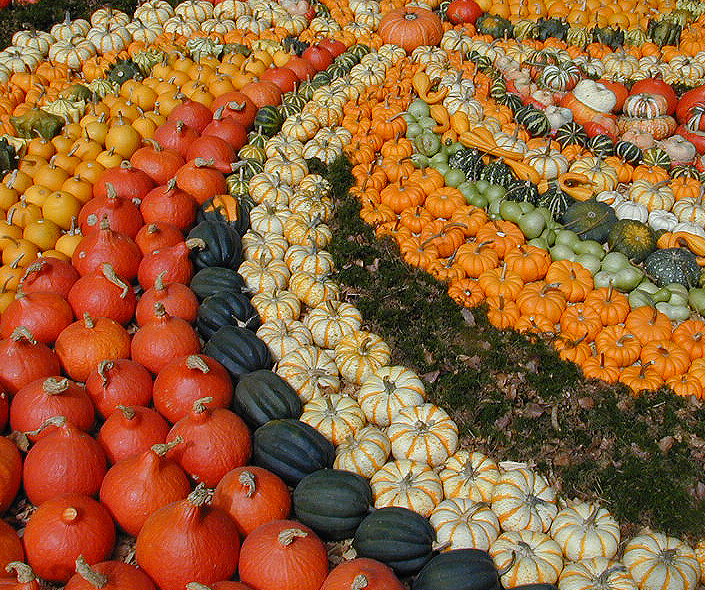
Las frutas de Cucurbita, incluyendo la calabaza y el zapallo, suelen tener un alto contenido de pigmentos fitoquímicos llamados carotenoides.

Los fitoquímicos en los alimentos vegetales recién cosechados pueden degradarse dependiendo de las técnicas de procesamiento, incluida la cocción. Siendo la causa principal de la pérdida fitoquímica en la cocción la descomposición térmica.
Existe lo contrario en el caso de los carotenoides, como el licopeno presente en los tomates, que pueden permanecer estables o aumentar su concentración a causa de la cocción debido a su liberación de las membranas celulares en los alimentos cocinados. Las técnicas de procesamiento de alimentos como el procesamiento mecánico también pueden liberar carotenoides y otros fitoquímicos de la matriz alimentaria, aumentando la ingesta dietaria.
En algunos casos, el procesamiento de alimentos es necesario para eliminar fitotoxinas o antinutrientes. Por ejemplo, las sociedades que usan la yuca como alimento básico tienen prácticas tradicionales que implican cierto procesamiento (remojo, cocción, fermentación, etc.), que son necesarias para evitar enfermarse por los glucósidos cianogénicos presentes en la yuca no procesada.

## Orientación al consumidor y a la industria
Si bien las autoridades de salud alientan a los consumidores a comer dietas ricas en frutas, verduras, granos integrales , legumbres y nueces para mejorar y mantener una buena salud, la evidencia de que tales efectos puedan resultar del consumo de fitoquímicos específicos no nutritivos es limitada o inexistente. Por ejemplo, las revisiones sistemáticas y los metanálisis indican evidencia débil o nula de que el consumo de fitoquímicos en alimentos vegetales tenga un efecto sobre el cáncer de mama, pulmón o vejiga. Además, en los Estados Unidos, existen regulaciones para limitar el lenguaje en las etiquetas de los productos al respecto de cómo el consumo de estos alimentos vegetales pueda afectar el cáncer, excluyendo la mención de cualquier fitoquímico, excepto aquellos con beneficios establecidos en lo que respecta al cáncer, como la fibra dietética., vitamina A y vitamina C.
En Europa y los Estados Unidos se ha desalentado específicamente la mención de fitoquímicos como los polifenoles, en  el etiquetado de alimentos, porque no hay evidencia de una relación de causa y efecto entre los polifenoles de la dieta y la inhibición o prevención de cualquier enfermedad.
Al respecto de los carotenoides como el fitoquímico del tomate, el licopeno, la Administración de Drogas y Alimentos de los EE. UU. no encontró evidencia suficiente de sus efectos sobre cualquiera de varios tipos de cáncer, resultando en limitaciones al lenguaje que puede ser utilizado en las etiquetas para describir los productos que contienen licopeno.